# Arantia marmorata
Arantia marmorata är en insektsart som beskrevs av Karsch 1889. Arantia marmorata ingår i släktet Arantia och familjen vårtbitare. Inga underarter finns listade i Catalogue of Life.